# Corvus caurinus
El cuervo de Alaska o cuervo norteño (Corvus caurinus) es una especie de ave paseriforme de la familia Corvidae, nativa del noroeste de América del Norte. Es muy similar a las variantes generalizadas más occidentales del cuervo americano (Corvus brachyrhynchos), pero llega a un promedio ligeramente más pequeño (de 33 a 41 cm de longitud) con pies proporcionalmente más pequeños y con un pico ligeramente más delgado. Este taxón es identificado fiablemente por su distribución única.

## Taxonomía
Esta especie fue descrita por Spencer Fullerton Baird en 1858. La Unión de Ornitólogos Americanos lo considera estrechamente relacionado con el cuervo americano, y podían ser la misma especie. Se han reportado híbridos con cuervos americanos, pero no está confirmado.

## Descripción
El plumaje de esta especie es prácticamente idéntico al de cuervo americano. Un porcentaje puede ser distinguido por criterios manuales tales como menor cuerda alar y longitud de la cola, tarso más corto y pico más pequeño. Los porcentajes aumentan cuando es conocido el sexo del animal. Al igual que el cuervo americano, los sexos parecen iguales. En los pájaros mayores en condición de cría pueden determinarse fiablemente el sexo mediante criterios manual como protuberancia cloacal (macho) o parche de incubación (hembra). Las aves más jóvenes podrían no alcanzar la condición de cría, ya que ayudan en el nido.

## Distribución y hábitat
Esta especie se encuentra en las regiones costeras y las islas de la costa sur de Alaska, surcando el sur a través de la Columbia Británica hasta el estado de Washington. Las playas y las costas son las principales áreas de forraje. A menudo puede verse en y alrededor de las zonas urbanas.

## Comportamiento

### Dieta
Muy parecida a la del cuervo pescador; el cuervo de Alaska come pescado varado, mariscos, cangrejos y mejillones, y también busca en los contenedores de basura de artículos alimenticios apropiados. Se los ha observado volando con mejillones y dejándolos caer sobre superficies duras para romperlas y abrirlas. También comen regularmente insectos, otros invertebrados, y diversas frutas (especialmente bayas).

### Predadores
Una lista incompleta incluye gatos, mapaches, aves rapaces y otros cuervos. Los cuervos a menudo se reúnen en grandes grupos para hostigar a estos depredadores

### Anidamiento
Generalmente en solitario, pero algunas veces construidos en asociación con otros pocos individuos en pequeñas colonias, colonias sueltas en árboles o en ocasiones arbustos grandes. En muy raras ocasiones, harán los nidos en los acantilados de un rebaje o incluso en el suelo, en una área despoblada, si está dominada por una roca en busca de refugio. Un nido de cuervo típico  por lo general cuenta con 4 a 5 huevos provistos.

### Voz
La voz es muy variada, y hacen muchos tipos de llamados, pero los más comunes suelen ser descrito como un “graznido” estridente y el sonido de un corcho que sale de una botella. Un «wok wok wok» viene dado por un pájaro en vuelo si está rezagado detrás del grupo, y varios clics y sonidos de traqueteos mecánicos también se escuchan.

## Galería

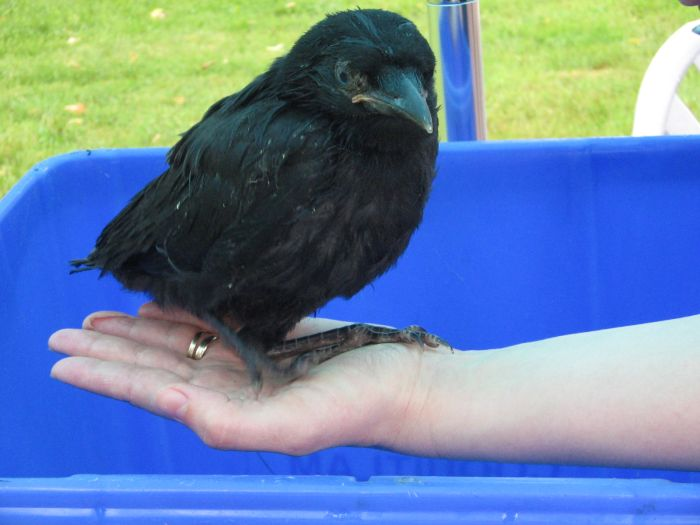
Criando un cuervo de Alaska que se cayó de un árbol. Dejándolo ir después.
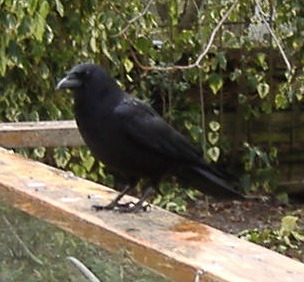
Un cuervo norteño, que está alimentado, esperando por más.
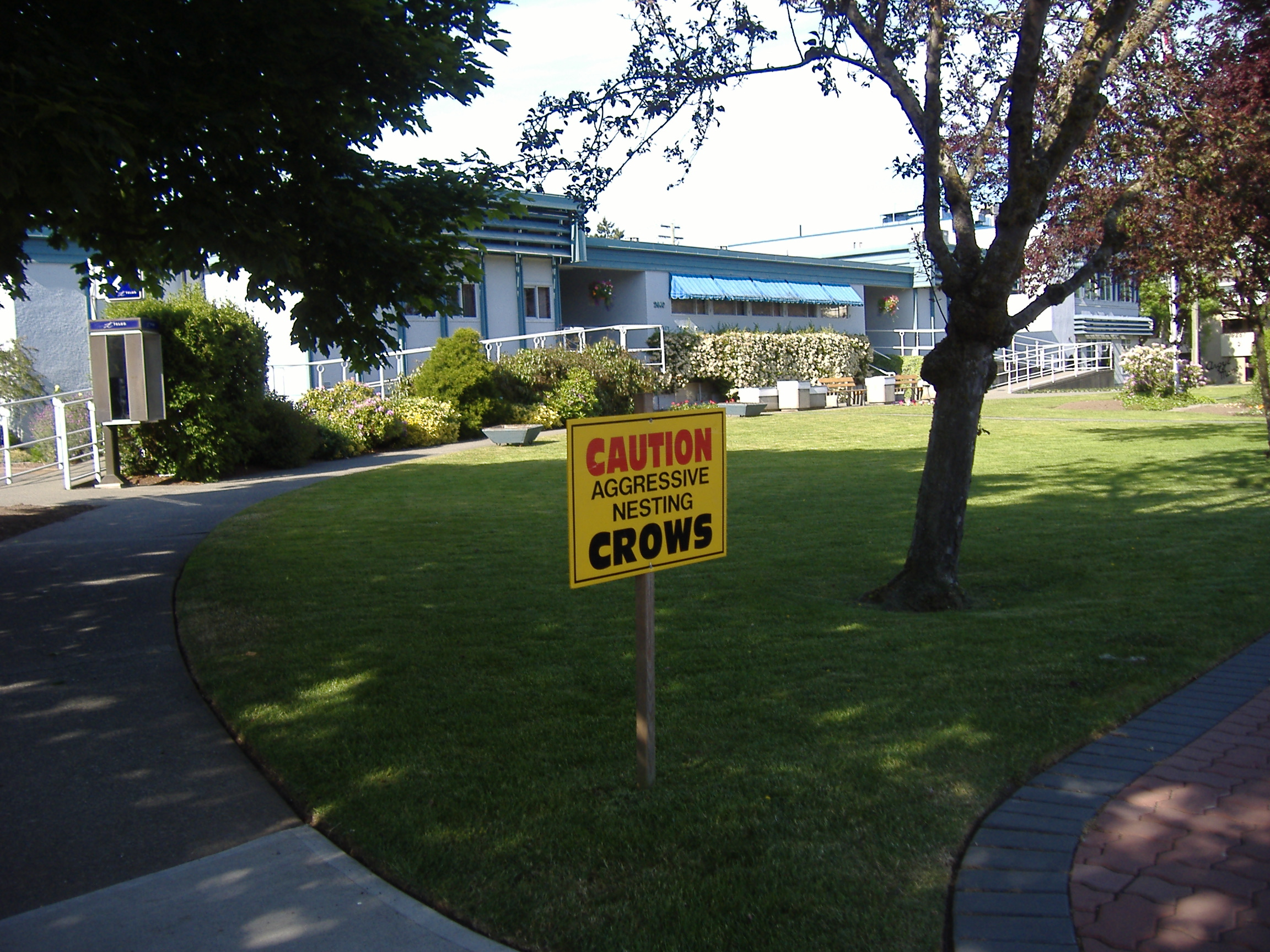
Aviso colocado durante la temporada de anidación del cuervo nooccidental, en Sydney, Columbia Británica.